# Liga Narodów UEFA (2024/2025)/Grupa C1
W Grupie C1 Ligi Narodów UEFA 2024/25 brały udział następujące zespoły:
- Azerbejdżan
- Estonia
- Słowacja
- Szwecja

## Tabela
| Lp. | Drużyna         | M | Z | R | P | B+ | B- | +/– | Pkt | Awans, kwalifikacja lub spadek |  | Szwecja | Słowacja | Estonia | Azerbejdżan |
| --- | --------------- | - | - | - | - | -- | -- | --- | --- | ------------------------------ |  | ------- | -------- | ------- | ----------- |
| 1   | Szwecja (A)     | 6 | 5 | 1 | 0 | 19 | 4  | +15 | 16  | awans do Dywizji B             |  |         | 2–1      | 3–0     | 6–0         |
| 2   | Słowacja (B)    | 6 | 4 | 1 | 1 | 10 | 5  | +5  | 13  | baraż o awans                  |  | 2–2     |          | 1–0     | 2–0         |
| 3   | Estonia         | 6 | 1 | 1 | 4 | 3  | 9  | −6  | 4   |                                |  | 0–3     | 0–1      |         | 3–1         |
| 4   | Azerbejdżan (S) | 6 | 0 | 1 | 5 | 3  | 17 | −14 | 1   | klasyfikacja 4. miejsc         |  | 1–3     | 1–3      | 0–0     |             |

## Wyniki
| 5 września 2024 | Azerbejdżan  | 1:3   | Szwecja                           |                                                                                    |
| 18:00 CEST      | Dadashov 82' | (0:0) | 65', 71' Isak · 80' (k.) Gyökeres | Stadion Republikański im. Tofiqa Bəhramova, Baku Widzów: 9450 Sędzia: Balázs Berke |

| 5 września 2024 | Estonia | 0:1   | Słowacja   |                                                        |
| 20:45 CEST      |         | (0:0) | 70' Suslov | A. Le Coq Arena, Tallin Widzów: 6128 Sędzia: Matej Jug |

| 8 września 2024 | Słowacja                    | 2:0   | Azerbejdżan |                                                                            |
| 18:00 CEST      | Duda 22' (k.) · Strelec 26' | (2:0) |             | Košická futbalová aréna, Koszyce Widzów: 11 435 Sędzia: Damian Sylwestrzak |

| 8 września 2024 | Szwecja                                | 3:0   | Estonia |                                                            |
| 20:45 CEST      | Gyökeres 30' · Isak 40' · Gyökeres 44' | (3:0) |         | Friends Arena, Solna Widzów: 14 858 Sędzia: Sven Jablonski |

| 11 października 2024 | Estonia                                     | 3:1   | Azerbejdżan         |                                                         |
| 18:00 CEST           | Yakovlev 32' · Sinyavskiy 45+2' · Shein 71' | (2:1) | 45+1' (k.) Bayramov | A. Le Coq Arena, Tallin Widzów: 6034 Sędzia: Rob Harvey |

| 11 października 2024 | Słowacja         | 2:2   | Szwecja              |                                                                               |
| 20:45 CEST           | Strelec 44', 72' | (1:2) | 25' Ayari · 32' Sema | Národný futbalový štadión, Bratysława Widzów: 15 381 Sędzia: Maurizio Mariani |

| 14 października 2024 | Azerbejdżan  | 1:3   | Słowacja                                       |                                                                                   |
| 18:00 CEST           | Bayramov 38' | (1:1) | 15' (sam.) Məmmədov · 75' Haraslín · 86' Ďuriš | Stadion Republikański im. Tofiqa Bəhramova, Baku Widzów: 4269 Sędzia: Rohit Saggi |

| 14 października 2024 | Estonia | 0:3   | Szwecja                        |                                                           |
| 20:45 CEST           |         | (0:2) | 29', 37' Nanasi · 66' Gyökeres | A. Le Coq Arena, Tallin Widzów: 4706 Sędzia: Juxhin Xhaja |

| 16 listopada 2024 | Azerbejdżan | 0:0   | Estonia |                                                                   |
| 15:00 CET         |             | (0:0) |         | Stadion Miejski w Qəbələ, Qəbələ Widzów: 1600 Sędzia: John Beaton |

| 16 listopada 2024 | Szwecja                | 2:1   | Słowacja   |                                                            |
| 20:45 CET         | Gyökeres 3' · Isak 48' | (1:1) | 18' Hancko | Friends Arena, Solna Widzów: 36 417 Sędzia: Mykoła Bałakin |

| 19 listopada 2024 | Słowacja    | 1:0   | Estonia |                                                                        |
| 20:45 CET         | Strelec 72' | (0:0) |         | Štadión Antona Malatinského, Trnawa Widzów: 4317 Sędzia: Mikkel Redder |

| 19 listopada 2024 | Szwecja                                           | 6:0   | Azerbejdżan |                                                              |
| 20:45 CET         | Kulusevski 10', 57' · Gyökeres 26', 37', 58', 70' | (3:0) |             | Friends Arena, Solna Widzów: 10 127 Sędzia: Paweł Raczkowski |

## Strzelcy

### 9 goli
- Viktor Gyökeres

### 4 gole
- Alexander Isak

### 3 gole
- David Strelec

### 2 gole
- Toral Bayramov
- Dejan Kulusevski
- Sebastian Nanasi

### 1 gol
- Renat Dadashov
- Rocco Robert Shein
- Vlasiy Sinyavskiy
- Ioan Yakovlev
- Ondrej Duda
- Dávid Ďuriš
- Dávid Hancko
- Lukáš Haraslín
- Tomáš Suslov
- Yasin Ayari
- Ken Sema

### Gole samobójcze
- Rahil Məmmədov (dla Słowacji)